# 16974 Iphthime
16974 Iphthime è un asteroide troiano di Giove del campo greco. Scoperto nel 1998, presenta un'orbita caratterizzata da un semiasse maggiore pari a 5,1921413 UA e da un'eccentricità di 0,0700047, inclinata di 15,03504° rispetto all'eclittica.
L'asteroide è dedicato a Iftme, sorella di Penelope.